# ばね上重量

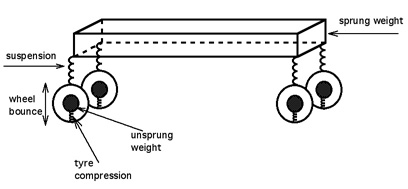
ばね上重量とばね下重量

自動車、オートバイあるいは戦車といった懸架装置（サスペンションを持つ）乗り物のばね上重量（ばねうえじゅうりょう）は、車両の総重量のサスペンションによって支持されている部分である。ほとんどの応用においてはサスペンション自身の重量の約半分を含む。ばね上重量には通常、車体、車枠、内部部品、乗員、貨物が含まれるが、サスペンション部品の反対側の部品（車輪、ホイールベアリング、ブレーキローター、キャリパー、無限軌道など）の重量は含まれない。後者は車両のばね下重量の一部である。
ばね下重量に対するばね上重量の比が大きい程、車体と乗員は隆起やくぼみ、その他の路面の欠陥によって影響を受けにくくなる。しかしながら、大きなばね上-ばね下重量比は車両の制御に有害ともなりうる。